# Xian de Xiangfen
Le xian de Xiangfen (襄汾县 ; pinyin : Xiāngfén Xiàn) est un district administratif de la province du Shanxi en Chine. Il est placé sous la juridiction de la ville-préfecture de Linfen.

## Démographie
La population du district était de 479 357 habitants en 1999.